# Jo Seok-hwan
Kim Jung-joo est un boxeur sud-coréen né le 15 octobre 1979.

## Carrière
Aux Jeux olympiques d'été de 2004, il combat dans la catégorie des poids plumes et remporte la médaille de bronze. En 2000, aux Jeux olympiques de Sydney, il avait combattu en poids coqs.

## Lien  externe
- (en) Profil olympique de Jo Seok-hwan sur sports-reference.com (archivé)